# Romero
Romero (von spanisch romero  „Pilger“, „der Wallfahrer“; ursprünglich „Pilger nach Rom“) ist ein spanischer Familienname.

## Namensträger

### A
- Adrián Romero (* 1977), uruguayischer Fußballspieler
- Adolfo Romero (1922–1999), mexikanischer Radrennfahrer
- Agatino Romero (* 1991), deutscher DJ und Musikproduzent
- Al Romero (1911–1985), mexikanischer Boxer
- Aldemaro Romero (1928–2007), venezolanischer Komponist und Dirigent
- Alfredo Torres Romero (1922–1995), mexikanischer Geistlicher, Bischof von Toluca
- Amaia Romero (* 1999), spanische Sängerin
- Ana Romero (* 1987), spanische Fußballspielerin
- Andrés Romero Samaniego (* 1967), chilenischer Fußballspieler und -trainer
- Andrés Fabián Romero (* 1981), argentinischer Golfer
- Andrés Fabricio Romero (* 1989), argentinischer Fußballspieler
- Andrés Napoleón Romero Cárdenas (* 1967), dominikanischer Geistlicher, Bischof von Barahona

- Ángel Romero Llamas (1932–2007), mexikanischer Radsportler
- Angel Romero (Gitarrist) (* 1946), spanischer Gitarrist und Dirigent
- Ángel Romero (Fußballspieler, 1990) (* 1990), peruanischer Fußballspieler
- Ángel Romero (Fußballspieler, 1992) (* 1992), paraguayischer Fußballspieler
- Antú Romero Nunes (* 1983), deutscher Theaterregisseur
- Arianna Romero (* 1992), mexikanisch-US-amerikanische Fußballspielerin
- Aristóteles Romero (* 1995), venezolanischer Fußballspieler
- Arnulfo Arroyo Romero (1865–1897), mexikanischer Revolutionär

### B
- Bernardo Romero Lozano (Schauspieler, 1909) (1909–1971), kolumbianischer Schauspieler und Regisseur
- Bernardo Romero Lozano (Schauspieler, 1944) (1944–2005), kolumbianischer Schauspieler
- Berto Romero (* 1974), spanischer Humorist
- Blanca Romero (* 1976), spanische Schauspielerin
- Braian Romero (* 1991), argentinischer Fußballspieler
- Brandy Romero (* 2008), uruguayische Leichtathletin

### C
- Camila Romero (* 1998), ecuadorianische Tennisspielerin
- Camilo Romero (* 1970), mexikanischer Fußballspieler
- Carlos Romero (Schauspieler) (1927–2007), US-amerikanischer Schauspieler
- Carlos Romero (Fußballspieler) (1927–1999), uruguayischer Fußballspieler
- Carlos Romero Barceló (1932–2021), puerto-ricanischer Politiker
- Carlos Romero Bonifaz (* 1966), bolivianischer Anwalt und Politiker
- Carlos Romero Marchent (1944–2013), spanischer Schauspieler
- Carlos Romero Zarco (* 1954), spanischer Botaniker und Hochschullehrer
- Carlos Alberto Sánchez Romero (* 1980), mexikanischer Fußballspieler, siehe Carlos Sánchez (Fußballspieler, 1980)
- Carlos Humberto Romero (1924–2017), salvadorianischer Politiker, Präsident 1977 bis 1979
- Carlos Orozco Romero (1896–1984), mexikanischer Künstler
- Carmen Romero (Leichtathletin) (* 1950), kubanische Diskuswerferin
- Carmen Romero López (* 1946), spanische Politikerin (PSOE)
- Carmen Romero Quero, chilenische Kulturschaffende
- Carmen Romero Rubio (1864–1944), Ehefrau des mexikanischen Präsidenten Porfirio Díaz
- Cecilia Romero (* 1952), mexikanische Politikerin und Beamte
- Celedonio Romero (1913–1996), spanischer Gitarrist, Komponist und Dichter
- Celin Romero (* 1936), spanischer Gitarrist
- Cesar Romero (1907–1994), US-amerikanischer Schauspieler
- Cesar Romero junior (* 1989), US-amerikanischer Fußballspieler
- Claudio Romero (* 2000), chilenischer Diskuswerfer
- Constantino Romero (1947–2013), spanischer Radiomoderator und Synchronsprecher
- Cristian Romero (Cristian Gabriel Romero, * 1998), argentinischer Fußballspieler
- Cristián Romero (Fußballspieler, 1963) (Cristián Andrés Romero Godoy, * 1963), chilenischer Fußballspieler und -trainer
- Cristián Romero (Fußballspieler, 1989) (Cristian Reinaldo Romero Vallejo, * 1989), paraguayischer Fußballspieler
- Cristóbal López Romero (* 1952), spanischer Geistlicher, römisch-katholischer Erzbischof von Rabat

### D
- Daniel Romero (Maler), mexikanischer Maler
- Daniel Romero (Basketballspieler) (Daniel Romero Oliva; * 1973), spanischer Basketballspieler
- Daniel Romero (Fußballspieler, 1980) (Daniel Andrés Romero; * 1980), argentinischer Fußballspieler
- Daniel Romero (Fußballspieler, 1983) (Daniel Walter Romero; * 1983), argentinischer Fußballspieler
- Daniel Romero (Regisseur) (* 1983), spanischer Filmregisseur und Drehbuchautor
- Daniel Romero (Footballspieler), spanischer American-Football-Spieler
- Danny Romero (Boxer) (Daniel Gregorio Romero; * 1974), US-amerikanischer Boxer
- Danny Romero (DJ) (* 1995), spanischer DJ und Sänger
- Diego Romero (* 1974), argentinisch-italienischer Segler
- Dorny Romero (* 1998), dominikanischer Fußballspieler

### E
- Eddie Romero (um 1925–2013), philippinischer Regisseur
- Eduardo Romero (1954–2022), argentinischer Golfer
- Eduardo Escobedo Romero (* 2005), spanischer Handballspieler
- Elías Aguilar Romero (* 1943), mexikanischer Fußballspieler
- Elisabet Cesáreo Romero (* 1999), spanische Handballspielerin
- Elvio Romero (1926–2004), paraguayischer Dichter und Schriftsteller
- Emiliano Romero (* 1992), uruguayischer Fußballspieler
- Emilio Romero (* 1937), venezolanischer Sprinter
- Enrique Romero (* 1971), spanischer Fußballspieler
- Enrique Badía Romero (1930–2024), spanischer Comiczeichner
- Ernesto José Romero Rivas (* 1960), venezolanischer Ordensgeistlicher, Apostolischer Vikar von Tucupita
- Esperanza Martínez-Romero (* 1957), mexikanische Mikrobiologin und Genomforscherin
- Eugenio Romero Pose (1949–2007), spanischer Theologe, Philosoph und Geistlicher, Weihbischof in Madrid

### F
- Fernanda Romero (* 1983), mexikanische Schauspielerin und Sängerin
- Flavio Romero de Velasco (1925–2016), mexikanischer Politiker
- Flor Romero (1933–2018), kolumbianische Schriftstellerin
- Francisco Romero (Stierkämpfer) (1700–1763), spanischer Stierkämpfer
- Francisco Romero (Philosoph) (1891–1962), argentinischer Philosoph und Hochschullehrer
- Francisco Romero (Rennfahrer), venezolanischer Automobilrennfahrer
- Francisco Romero Robledo (1838–1906), spanischer Jurist und Politiker
- Francisco Peña Romero (* 1978), spanischer Fußballspieler
- Franco Romero (Fußballspieler, 1979) (Franco Pedro Romero; * 1979), argentinischer Fußballspieler
- Franco Romero (Fußballspieler, 1995) (Franco Gastón Romero Ponte; * 1995), uruguayischer Fußballspieler
- Franco Romero Loayza (* 1952), ecuadorianischer Politiker
- Frank Romero (* 1987), japanischer Fußballspieler

### G
- Génesis Romero (* 1995), venezolanische Leichtathletin
- George A. Romero (1940–2017), US-amerikanischer Regisseur
- Geovanny Vicente Romero (* 1986), dominikanischer politischer Stratege, Anwalt und Hochschullehrer
- Gerardo Romero (* 1905; † unbekannt), paraguayischer Fußballspieler
- Gina Romero (* 1980), kolumbianische Menschenrechtsaktivistin, UN-Sonderbeobachterin
- Gloria Romero (Schauspielerin) (1933–2025), philippinische Schauspielerin
- Gloria Romero (Politikerin) (* 1955), US-amerikanische Politikerin
- Gloria Romero León (* 1964), mexikanische Politikerin
- Gustavo Romero Kolbeck (1923–2008), mexikanischer Ökonom und Diplomat

### H
- Harry Romero, US-amerikanischer DJ und Musikproduzent
- Héctor Romero (Fußballspieler, 1913) (Héctor Ademar Romero Fernández; 1913–??), uruguayischer Fußballspieler und -trainer
- Héctor Romero (Basketballspieler) (Héctor Orlando Romero Rivas; * 1980), venezolanischer Basketballspieler
- Héctor Romero (Fußballspieler, 1985) (Héctor Daniel Romero; * 1985), argentinischer Fußballspieler
- Héctor Gabino Romero (1924–1999), argentinischer Geistlicher, Bischof von Rafaela
- Henry Romero (Henry Javier Romero Ventura, * 1991), salvadorianischer Fußballspieler
- Humberto Romero (* 1964), mexikanischer Fußballspieler und -trainer

### I
- Ibeyis Romero (* 2006), venezolanische Sprinterin
- Iker Romero (* 1980), spanischer Handballspieler und -trainer

### J
- Jaider Romero (* 1982), kolumbianischer Fußballspieler
- Jaime Romero (* 1990), spanischer Fußballspieler
- James Romero (* 1989), US-amerikanischer Pokerspieler
- Janek Romero (* 1979), deutscher Regisseur und Drehbuchautor
- Jeffry Romero (* 1989), kolumbianischer Radrennfahrer
- Jesús Carlos Cabrero Romero (* 1946), mexikanischer Geistlicher, Erzbischof von San Luis Potosí
- Joaquín Hermes Robledo Romero (* 1950), paraguayischer Geistlicher, Bischof von Carapeguá
- John Romero (* 1967), US-amerikanischer Spieleentwickler
- Jonahan Romero (* 1988), Fußballspieler für Guam
- Jonathan Romero (* 1986), kolumbianischer Boxer
- Jordan Romero (* 1996), US-amerikanischer Bergsteiger
- Jorge Lino Romero (* 1932), paraguayischer Fußballspieler
- José Romero Marchent (1921–2012), spanischer Regisseur, siehe Joaquín Luis Romero Marchent
- José Antonio Romero (Kanute) (José Antonio Romero Casales; * 1968), mexikanischer Kanute
- José Antonio Fernández Romero (1931–2011), spanischer Übersetzer und Hochschullehrer
- José Antonio Rodríguez Romero (* 1992), mexikanischer Fußballtorhüter
- Jose E. Romero (1897–nach 1979), philippinischer Jurist, Diplomat und Politiker
- José Francisco Romero (* 1960), mexikanischer Fußballspieler
- José Luis Romero (* 1945), spanischer Fußballspieler und -trainer
- José Manuel Romero Barrios (* 1955), venezolanischer Geistlicher, Bischof in Barcelona
- José María Romero Poyón (* 1978), spanischer Fußballspieler, siehe José Mari
- José Rubén Romero (1890–1952), mexikanischer Schriftsteller
- Josetxo Romero Urtasun (* 1977), spanischer Fußballspieler
- Juan Romero (Missionar) (1559–1630), spanischer Missionar und Linguist
- Juan Romero (Sportschütze), guatemaltekischer Sportschütze
- Juan Romero (Widerstandskämpfer) (1919–2020), letzter spanischer Überlebender des Konzentrationslagers Mauthausen
- Juan Romero (Judoka) (* 1988), uruguayischer Judoka
- Juan Rodríguez Romero (* 1947), spanischer Dirigent, Pianist, Komponist und Hochschullehrer
- Juan Soldevila y Romero (1843–1923), spanischer Geistlicher, Erzbischof von Saragossa
- Juan Ginés Sánchez Romero (* 1972), spanischer Fußballspieler, siehe Juan Sánchez (Fußballspieler)*
- Julio Romero de Torres (1874–1930), spanischer Maler
- Julio César Romero (* 1960), paraguayischer Fußballspieler

### K
- Kleber Romero (* 1976), brasilianischer Fußballspieler

### L
- Leyre Romero Gormaz (* 2002), spanische Tennisspielerin
- Lía Romero (* 2000), mexikanische Fußballspielerin
- Liborio Romero (* 1979), mexikanischer Boxer
- Lucas Romero (* 1994), argentinischer Fußballspieler
- Luciano Romero (1959–2005), kolumbianischer Gewerkschafter
- Luis Romero (Fußballspieler, 1968) (Luis Alberto Romero Santos; * 1968), uruguayischer Fußballspieler
- Luis Romero (Fußballspieler, 1990) (Luis Enrique Romero Durán; * 1990), venezolanischer Fußballspieler
- Luis Romero Amarán (* 1979), kubanischer Radrennfahrer
- Luis Romero Fernández (* 1954), spanischer Geistlicher, Weihbischof in Rockville Centre
- Luis Romero Pérez (1916–2009), spanischer Schriftsteller
- Luis Romero Requena (* 1955), spanischer Beamter
- Luis Alberto Romero Alconchel (* 1992), spanischer Fußballspieler, siehe Luis Alberto
- Luis Gabriel Romero Franco (* 1935), kolumbianischer Geistlicher, Bischof von Facatativá
- Luis Pérez Romero (* 1980), spanischer Radrennfahrer
- Luka Romero (* 2004), argentinisch-mexikanisch-spanischer Fußballspieler

### M
- Magaly Solier Romero (* 1986), peruanische Schauspielerin und Sängerin
- Maikro Romero (* 1972), kubanischer Boxer
- Manuel Romero (Regisseur) (1891–1954), argentinischer Filmregisseur, Drehbuchautor und Komponist
- Manuel Romero Arvizu (1919–2009), mexikanischer Ordensgeistlicher
- Manuel Romero Rubio (1828–1895), mexikanischer Politiker
- Marcelo Romero (* 1976), uruguayischer Fußballspieler
- Marina Romero (1908–2001), spanische Schriftstellerin, Dichterin, Kinderbuchautorin, Philologin und Hochschullehrerin
- Marisol Romero (* 1983), mexikanische Leichtathletin
- Marta Romero (1927–2013), puerto-ricanische Schauspielerin
- Mateo Romero (um 1575–1647), spanischer Komponist des Frühbarock, siehe Mathieu Rosmarin
- Mateo Romero (Leichtathlet) (* 2003), kolumbianischer Geher
- Martin Martinez Romero (* 1995), kolumbianischer Schachspieler
- Mary Romero (* 1952), US-amerikanische Soziologin
- Maximiliano Romero (* 1999), argentinischer Fußballspieler
- Maximino Romero de Lema (1911–1996), Kurienerzbischof der römisch-katholischen Kirche
- Medardo Luis Luzardo Romero (1935–2018), venezolanischer Geistlicher, Erzbischof von Ciudad Bolívar
- Miguel Romero (Politiker) (1945–2014), spanischer Politiker
- Miguel Alonzo Romero (1887–1964), mexikanischer Diplomat
- Miguel Ángel Sebastián Romero (* 1979), argentinischer Fußballspieler, siehe Sebastián Romero
- Morgann LeLeux Romero (* 1992), US-amerikanische Stabhochspringerin
- Muriel Romero (* 1972), spanische Choreografin und Tänzerin

### N
- Natalia Romero (* 1980), chilenische Marathonläuferin
- Natalia Romero (Leichtathletin, 1988) (Natalia Romero Franco; * 1988), spanische Kurz- und Mittelstreckenläuferin
- Natalia Romero (Badminton) (* 1997), kolumbianische Badmintonspielerin
- Nelson Romero (1951–2012), uruguayischer Maler
- Nicky Romero (* 1989), niederländischer DJ und Produzent
- Nora Kronig Romero (* 1980), Schweizer Diplomatin

### O
- Omar Nino Romero (* 1976), mexikanischer Boxer
- Orlando Romero Cabrera (* 1933), uruguayischer Geistlicher, Bischof von Canelones
- Osael Romero (* 1986), salvadorianischer Fußballspieler
- Óscar Romero (1917–1980), salvadorianischer Geistlicher, Erzbischof in El Salvador, römisch-katholischer Heiliger

### P
- Pablo Romero (* 1961), kubanischer Boxer
- Paco Romero (* 1952), spanischer Autorennfahrer
- Paul Romero (* 1965), US-amerikanischer Komponist und Pianist
- Pedro Romero (Torero) (1754–1839), spanischer Torero
- Pedro Romero (Fußballspieler) (1937–2018), mexikanischer Fußballspieler
- Pedro Romero (Radsportler) (* 1982), spanischer Radrennfahrer
- Pedro Romero de Terreros (1710–1781), spanischer Geschäftsmann
- Pedro G. Romero (* 1964), spanischer Künstler
- Pedro Jorge Romero (* 1967), spanischer Schriftsteller
- Pedro G. Romero (* 1954), spanischer bildender Künstler
- Pepe Romero (* 1944), spanischer Gitarrist
- Peter R. Romero (1920–2010), Szenenbildner und Artdirector
- Pío Romero Bosque (1860–1935), salvadorianischer Politiker, Präsident 1927 bis 1931

### R
- Rafael Romero (Leichtathlet) (Rafael Romero Sandrea; 1938–2021), venezolanischer Leichtathlet
- Rafael Romero (Boxer) (Rafael Romero Montas; * 1968), dominikanischer Boxer
- Rafael Romero Marchent (1926–2020), spanischer Schauspieler, Filmregisseur und Drehbuchautor
- Ray Romero (Perkussionist) (1923–2006), puerto-ricanischer Perkussionist
- Ray Romero (Footballspieler) (* 1927), US-amerikanischer American-Football-Spieler
- Rebecca Romero (* 1980), britische Radrennfahrerin
- Reginaldo Romero († 1507), spanischer Geistlicher
- Ricardo Romero (Fechter) (1898–1992), chilenischer Fechter
- Ricardo Romero (Musiker) (* 1931), argentinischer Musiker
- Ricardo Guzmán Romero (1968/1969–2011), mexikanischer Politiker
- Rocky Romero (* 1982), kubanischer Wrestler
- Rodrigo Romero (* 1982), paraguayischer Fußballspieler
- Rogelio Romero (* 1995), mexikanischer Boxer
- Rogério Romero (* 1969), brasilianischer Schwimmer
- Rolf Romero (1915–2002), deutscher Architekt und Architekturhistoriker
- Rolland Romero (1914–1975), US-amerikanischer Dreispringer
- Ronnie Romero (* 1981), chilenischer Sänger

### S
- Santiago Romero (* 1990), uruguayischer Fußballspieler
- Sebastián Romero (* 1979), argentinischer Fußballspieler
- Sebastián Romero Radigales (1884–1970), spanischer Diplomat
- Sebastián Ariel Romero (* 1978), argentinischer Fußballspieler
- Sergio Romero (* 1987), argentinischer Fußballspieler
- Sílvio Romero (1851–1914), brasilianischer Literaturkritiker, Essayist, Dichter, Philosoph und Politiker
- Sol Romero (Solveig Ellinor Campbell Romero; * 1984), Sängerin und Schauspielerin

### T
- Tess Romero (* 2006), US-amerikanische Schauspielerin
- Tomás Romero (* 2000), salvadorianischer Fußballspieler
- Tomás Romero Pereira (Politiker) (1886–1982), paraguayischer Politiker, Präsident 1954
- Trinidad Romero (1835–1918), US-amerikanischer Politiker

### U
- Ulisses Acosta Romero (1911–1986), venezolanischer Geiger, Komponist, Arrangeur und Dirigent

### Y
- Yeykell Romero (* 2002), nicaraguanischer Leichtathlet
- Yoel Romero (* 1977), kubanischer Ringer
- Yotuel Romero (* 1976), kubanischer Liedermacher und Schauspieler

## Vorname
- Romero Britto (* 1963), brasilianischer Künstler
- Romero Lubambo (* 1955), brasilianischer Gitarrist